# Le Suicidé malgré lui
Le Suicidé malgré lui est un film muet français réalisé par Jean Durand et sorti en 1911.

## Fiche technique
- Réalisation et scénario : Jean Durand
- Société de production : Lux Compagnie Cinématographique de France
- Pays : France
- Format : Muet - Noir et blanc - 1,33:1 - 35 mm
- Métrage : 132 m
- Date de sortie : 
  -  France - 1911

## Distribution
- Joë Hamman
- Gaston Modot